# James Ward (hockey sur glace)
Pour les articles homonymes, voir James Ward et Ward.
James William Ward, dit Jimmy Ward (né le 1er septembre 1906 à Fort William, province de l'Ontario au Canada - mort le 15 novembre 1990 à Portland, État de l'Oregon aux États-Unis) est un joueur de hockey sur glace professionnel canadien qui évoluait au poste d'ailier.
Son fils Pete Ward, joueur professionnel de baseball, rejoint le Temple de la renommée du baseball canadien en 1991.

## Biographie
Ward fait ses débuts en jouant en 1922 avec les Thistles de Kenora dans la ligue junior de hockey de Thunder Bay. 
Le 26 août 1927, il signe son premier contrat professionnel avec les Maroons de Montréal de la Ligue nationale de hockey pour un salaire d'environ 250 000 dollars. Il joue ainsi sa première professionnelle de sa carrière en 1927-1928 et évolue sur la première ligne aux côtés de Nels Stewart et de Reginald « Hooley » Smith. Les Maroons terminent deuxième de la division Canadienne derrière la meilleure équipe de la saison, les Canadiens de Montréal. Ils jouent le premier tour des séries éliminatoires contre les Sénateurs d'Ottawa troisième meilleure équipe de la saison régulière dans la division.
Pour la troisième fois depuis ses débuts dans la LNH, Ward manque les séries éliminatoires alors que les Maroons se classent derniers de toute la LNH avec seulement trente points inscrits. Ward termine troisième meilleur pointeur au cours de cette mauvaise saison des Maroons. Dans le même temps, les fonds nécessaires au fonctionnement des Maroons ne suivent plus et le 25 août 1938, la LNH accorde aux Maroons de suspendre leur activité pour une saison
Le 14 septembre 1938, il est échangé aux Canadiens de Montréal contre de l'argent ; il quitte alors les Maroons en étant le joueur le plus utilisé par les Maroons avec un total de 496 matchs,. Lors de la dernière rencontre officielle des Maroons, ils sont opposés aux Canadiens de Montréal et la soirée est dédiée à Ward et à Babe Siebert joueur de l'équipe qui évolue par la suite avec l'autre équipe de Montréal. Les Maroons s'inclinent 6-3 avec un but de Ward.
Lors de la saison suivante, il inscrit sept points  alors que les Canadiens se qualifient avec la dernière place pour les séries éliminatoires ; ils sont éliminés dès le premier tour par les Red Wings de Détroit alors que Ward ne joue qu'une des trois rencontres de son équipe.
Il change une nouvelle fois de club pour la saison 1939-1940 et rejoint alors les Eagles de New Haven de l'International American Hockey Ligue, futur Ligue américaine de hockey ; il occupe le poste d'entraîneur-joueur pour l'équipe après avoir été nommé le 16 octobre 1939 mais partage ses fonctions avec un autre ancien des Maroons, Earl Robinson. Deuxièmes de la division Est, les Eagles sont éliminés dès le premier tour des séries de la Coupe Calder par les Bears de Hershey, deuxièmes à l'Ouest.
Il a ensuite dirigé les Eagles de Portland puis les Penguins de Portland dans la Pacific Coast Hockey League entre 1944 et 1950.

## Statistiques
| Saison     | Équipe                | Ligue      |     | Saison régulière | Saison régulière | Saison régulière | Saison régulière | Saison régulière |    | Séries éliminatoires | Séries éliminatoires | Séries éliminatoires | Séries éliminatoires | Séries éliminatoires |
| Saison     | Équipe                | Ligue      | PJ  | B                | A                | Pts              | Pun              | PJ               | B  | A                    | Pts                  | Pun                  |                      |                      |
| 1922-1923  | Thistles de Kenora    | TBJHL      |     |                  |                  |                  |                  |                  |    |                      |                      |                      |                      |                      |
| 1923-1924  | Thistles de Kenora    | TBJHL      |     |                  |                  |                  |                  |                  |    |                      |                      |                      |                      |                      |
| 1924-1925  | Thistles de Kenora    | TBIHA      |     |                  |                  |                  |                  |                  |    |                      |                      |                      |                      |                      |
| 1925-1926  | Thistles de Kenora    | TBSHL      | 16  | 10               | 3                | 13               | 16               |                  |    |                      |                      |                      |                      |                      |
| 1926-1927  | Forts de Fort William | TBSHL      | 20  | 18               | 5                | 23               | 20               | 2                | 0  | 0                    | 0                    | 0                    |                      |                      |
| 1927-1928  | Maroons de Montréal   | LNH        | 44  | 10               | 2                | 12               | 44               | 9                | 1  | 1                    | 2                    | 6                    |                      |                      |
| 1928-1929  | Maroons de Montréal   | LNH        | 44  | 14               | 8                | 22               | 46               | --               | -- | --                   | --                   | --                   |                      |                      |
| 1929-1930  | Maroons de Montréal   | LNH        | 43  | 10               | 7                | 17               | 54               | 4                | 0  | 1                    | 1                    | 12                   |                      |                      |
| 1930-1931  | Maroons de Montréal   | LNH        | 42  | 14               | 8                | 22               | 52               | 2                | 0  | 0                    | 0                    | 2                    |                      |                      |
| 1931-1932  | Maroons de Montréal   | LNH        | 48  | 19               | 19               | 38               | 39               | 4                | 2  | 1                    | 3                    | 0                    |                      |                      |
| 1932-1933  | Maroons de Montréal   | LNH        | 48  | 16               | 17               | 33               | 52               | 2                | 0  | 0                    | 0                    | 0                    |                      |                      |
| 1933-1934  | Maroons de Montréal   | LNH        | 48  | 14               | 9                | 23               | 46               | 4                | 0  | 0                    | 0                    | 0                    |                      |                      |
| 1934-1935  | Maroons de Montréal   | LNH        | 42  | 9                | 6                | 15               | 24               | 7                | 1  | 1                    | 2                    | 0                    |                      |                      |
| 1935-1936  | Maroons de Montréal   | LNH        | 48  | 12               | 19               | 31               | 30               | 3                | 0  | 0                    | 0                    | 6                    |                      |                      |
| 1936-1937  | Maroons de Montréal   | LNH        | 41  | 14               | 14               | 28               | 34               | --               | -- | --                   | --                   | --                   |                      |                      |
| 1937-1938  | Maroons de Montréal   | LNH        | 48  | 11               | 15               | 26               | 44               | --               | -- | --                   | --                   | --                   |                      |                      |
| 1938-1939  | Canadiens de Montréal | LNH        | 36  | 4                | 3                | 7                | 0                | 1                | 0  | 0                    | 0                    | 0                    |                      |                      |
| 1939-1940  | Eagles de New Haven   | IAHL       | 49  | 5                | 14               | 19               | 28               |                  |    |                      |                      |                      |                      |                      |
| Totaux LNH | Totaux LNH            | Totaux LNH | 532 | 147              | 127              | 274              | 465              | 36               | 4  | 4                    | 8                    | 26                   |                      |                      |

## Trophées et honneurs personnels
- 1933-1934 : participe au Match des étoiles
- 1934-1935 : remporte la Coupe Stanley
- 1936-1937 : participe au Match des étoiles